# Albert-Schweitzer-Schule Alsfeld

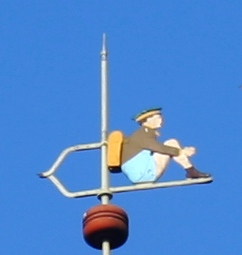
Schullogo als Wetterhahn auf dem Turm des Altbaus

Die Albert-Schweitzer-Schule Alsfeld (kurz ASS) ist eines der beiden Gymnasien im Vogelsbergkreis. Historisch gesehen war sie das erste Gymnasium in diesem Gebiet. Sie hatte, Stand 2015, 888 Schüler, die nahezu alle aus einem dünnbesiedelten und stark ländlich geprägten Raum mit wenigen Kleinstädten stammen.

## Geschichte
Die Gründung der Schule geht auf den 8. Januar 1861 zurück. Sie wurde wesentlich von Gerhard Jakob Ramspeck, dem damaligen Bürgermeister von Alsfeld und Abgeordneten des Landtages des Großherzogtums Hessen-Darmstadt betrieben, nachdem es schon seit einigen Jahrzehnten Bestrebungen gab, auch im ländlichen Raum eine weiterführende Realschule einzurichten.
Die Schule begann ihren Betrieb als 5-jährige Realschule mit 52 Schülern. Am Ende des ersten Jahres hatte sie rund 100 Schüler und fünf Lehrer. Die Schülerzahl wuchs nach der Umwandlung in eine 6-jährige Realschule auf 200 und blieb bis zum Beginn des 20. Jahrhunderts auf etwa diesem Niveau.
In den Jahren 1907/08 wurde die Schule zur Oberrealschule umgewandelt. Die erste Reifeprüfung in Alsfeld fand am 11. März 1909 statt. Gleichzeitig erhielt die Schule ein neues Schulgebäude, das bis heute noch in Benutzung ist (der „Altbau“ in der Schillerstraße). Im Jahr 1928 wurde die Schule mit der höheren Bürger-(Mädchen) Schule zusammengelegt.
Den Namen Albert-Schweitzer-Schule erhielt das Gymnasium im Jahre 1956, nachdem eine Anfrage bei Albert Schweitzer in Lambaréné positiv beschieden worden war. Der Antwortbrief von Schweitzer gehört zu den Schätzen der Schule.
Im Jahre 1981 wurde das ausgegliederte Oberstufengebäude am Standort „In der Krebsbach“ eingeweiht.
Im Jahr 2006 wurde ein neuer Anbau am Standort Schillerstraße fertiggestellt.

## Lage und Ausstattung
Heute ist die Schule auf zwei – etwa einen Kilometer voneinander liegende – Standorte verteilt:
1) Den Altbau aus dem Jahr 1909 am Standort in der Schillerstraße, der zwischenzeitlich durch einen nebenliegenden Erweiterungsbau (in der Schule als „Neubau“ bezeichnet) ergänzt wurde. Dieser Erweiterungsbau wurde als Niedrigenergiehaus realisiert und im Jahr 2006 in Benutzung genommen. Dort werden im Wesentlichen die Schüler der Sekundarstufe I unterrichtet
2) Den seit dem Jahr 1981 für die Sekundarstufe II genutzten Bau am Standort in der Krebsbach.
Beide Standorte besitzen einen naturwissenschaftlichen Trakt, eine Mediathek und eine Aula, sowie eine Cafeteria für die Mittagsverpflegung.
Die Albert-Schweitzer-Schule ist seit Mitte des zweiten Halbjahres des Schuljahres 2008/09 Modellschule für die „SmartBoard“ genannten interaktiven Whiteboards der Firma SMART Technologies. Die Firma sponsert die Geräte, die am Standort „Schillerstraße“ installiert wurden, jedoch muss die Schule im Gegenzug einige Gegenleistungen erfüllen wie die Vorstellung der Möglichkeiten für andere interessierte Schulen oder das Entwerfen von neuen Lernmaterialien für die Boards.

## Organisation
Die Schule ist heute in der Form einer Schule mit Pädagogischer Mittagsbetreuung organisiert. Der Versuch seitens der Schulleitung, einiger Lehrer, Eltern und Schüler, die Umwandlung in eine offene Ganztagsschule zu beantragen, wurde trotz intensiver langer Planungen in getrennten Umfragen für Eltern, Lehrer und Schüler seitens der Eltern und Lehrer klar abgelehnt.
Die Ablehnung der Eltern kann aus den spezifischen Gegebenheiten des ländlichen Raums mit insgesamt 19 Großgemeinden mit entsprechender Anzahl von entfernt voneinander liegenden Ortsteilen resultieren. Davon gehören mehr als die Hälfte zum potentiellen Einzugsgebiet der Schule. Die Versorgung mit öffentlichen Verkehrsmittel ist nur in den Stoßzeiten am Morgen und am Mittag ausreichend gewährleistet, so dass außerhalb dieses Zeitfensters privat organisierte Bring- und Abholdienste seitens der Eltern erforderlich wären, was aber angesichts Überlandfahrzeiten von bis zu 45 Minuten fast unmöglich ist. Zusätzlich müssen viele Schüler auf die Zugverbindungen zurückgreifen, wodurch Fahrtzeiten von über einer Stunde entstehen.
Hinzu kommt, dass in vielen Dörfern und Gemeinden die soziale Struktur mit Vereinsangeboten noch intakt ist und von vielen Eltern auch erhalten werden soll.
Im Schuljahr 2010/2011 kam erneut die Idee auf, die Schule in eine offene Ganztagsschule umzuwandeln. Eine AG aus Schulleitung, Lehrern, Eltern und Schüler entwickelte ein Konzept, das weniger Veränderungen im Schulalltag als bei dem ersten Versuch verursachen soll. Dieses Konzept wurde diesmal von allen Gruppen der Schulgemeinde angenommen, sodass ab dem Schuljahr 2012/2013 mit dem Ausbau des nachmittäglichen Betreuungsprogramm begonnen wird, bis eine gesicherte und qualitative Betreuung bis 17.00 Uhr gewährleistet werden kann.

## Schwerpunkte
Schwerpunkt des Unterrichts sind die Naturwissenschaften und Sprachen. Hier wird neben den üblichen Sprachen Englisch, Latein und Französisch auch Spanisch angeboten, wobei allerdings für sowohl Spanisch als auch Latein oft nicht genügend Lehrkräfte vorhanden sind, um allen Interessierten auch die Möglichkeit zu bieten, diese Sprache weiter zu erlernen oder überhaupt erst zu beginnen.
Die Eingangsklassen der Sekundarstufe I sind in der Regel fünf- bis sechszügig. Daher ist es möglich, einzelne Klassen zu bilden, die zusätzlich zum normalen Stoffumfang noch Stunden in einem neigungsbezogenen Fach über mehrere Jahre anbieten. Dies betrifft die schon etablierten Sportklassen oder die in den letzten Schuljahren auf den Weg gebrachte Streicherklassen, die als Ziel das Erlernen eines Streichinstruments durch alle Schüler hat und dabei auch auf die Hilfe von Musikschullehrern zurückgreift.
Als Schule mit erweiterter Mittagsbetreuung gibt es über Förderkurse und Hausaufgabenhilfe hinausgehend auch ein umfangreiches Angebot von freiwilligen Arbeitsgruppen für vielfältige Bereiche und Interessen, die trotz der fahrtechnischen Probleme gut angenommen werden.

## Soziales Engagement
Die Schule veranstaltet Projekte, um Mittel für soziale Zwecke zu erwirtschaften. So erbringt der von den Sportlern regelmäßig veranstaltete Run-For-Help immer wieder bis zu 20.000 Euro pro Veranstaltung, die dann jeweils für ein aktuelles Projekt (z. B. Unicef für Afrika, Hochwasseropfer etc.) gespendet werden. Auch der Wahlpflichtkurs Theater und Darstellendes Spiel beteiligt sich regelmäßig an den Spendenaktionen.
Es finden regelmäßige Schüleraustausche mit Partner-Schulen in England, Frankreich, Russland und Polen statt. Nach einem aktuellen Beschluss der Schulkonferenz sollen diese Austausche auch in Richtung Spanien und USA erweitert werden. Im Rahmen des Comenius-Programm findet seit dem Schuljahr 2008/09 ein Schüleraustausch mit der Stadt Hjo in Schweden statt.

## Der Niedrigenergie-Erweiterungsbau
Der im Jahr 2006 bezogene Erweiterungsbau am Standort der Sekundarstufe I, wurde vom Schulträger als moderner Niedrigenergiebau konzipiert. Jedoch erwies es sich in der Praxis für das Personal der Schule als schwierig, die Belüftungsanlage zu regeln, da das geschlossene System prinzipbedingt sehr träge reagiert.
Es bedurfte einiger Schulungsmaßnahmen und Korrekturen, bis die Systemregelung den geplanten Endzustand erreicht hatte. Ab diesem Zeitpunkt zeigten sich auch die gewünschten Vorteile dieser Energie-effizienten Klimatisierung in der Praxis und den Verbrauchswerten.
In den Jahren 2007/2008 wurden in zwei Untersuchungen des Fresenius-Institutes die Raumluft im neuen Gebäude auf eine Vielzahl von Schadstoffen geprüft und für gut befunden. Es ergaben sich wesentliche Verbesserungen des Klimas gegenüber den Räumen im Altbau, z. B. im Bereich der CO2-Werte.

## Bekannte Schüler
- Wolfgang Gerhardt (1943–2024), FDP-Politiker
- Christean Wagner (1943–2025), CDU-Politiker
- Gerd Ludwig (* 1947), Fotograf
- Martin Schatke (* 1977), Autor
- Mario Döweling (* 1980), FDP-Politiker
- Anna Kassautzki (* 1993), SPD-Politikerin